# Paul Amey
Paul Amey (Dunedin, 27 luglio 1973) è un triatleta britannico di origine neozelandese.

## Carriera
Ha vinto per tre volte i campionati del mondo di duathlon (2005, 2007 e 2008).
Ha inoltre vinto la medaglia d'argento ai campionati del mondo di triathlon di Losanna del 1998.

## Titoli
- Campione del mondo di duathlon (Élite) - 2005, 2007, 2008
- Ironman 70.3 
  - Florida - 2008
  - Eagleman - 2008